# Embu (Kenia)
Embu es una localidad de Kenia, capital del condado homónimo en el centro-sur del país. Se sitúa a 120 kilómetros de la capital nacional, Nairobi y a 1372 metros sobre el nivel del mar. Fue la capital de la antigua provincia Oriental.
Embu tiene una población de 41.092 habitantes, según el último censo oficial realizado 1999. Embu es conocida por sus árboles que hacia los meses de octubre - noviembre (dependiendo de las precipitaciones) pierden sus hojas y florecen dejando la ciudad en un tono púrpura. Hay centros educativos importantes en la ciudad. También se encuentran numerosas iglesias cristianas.
Además de servir como centro administrativo, Embu es un centro para el procesamiento de productos agrícolas (por ejemplo, tabaco y café ) producido en el distrito circundante.

## Clima
| Parámetros climáticos promedio de Embu, Kenya | Parámetros climáticos promedio de Embu, Kenya | Parámetros climáticos promedio de Embu, Kenya | Parámetros climáticos promedio de Embu, Kenya | Parámetros climáticos promedio de Embu, Kenya | Parámetros climáticos promedio de Embu, Kenya | Parámetros climáticos promedio de Embu, Kenya | Parámetros climáticos promedio de Embu, Kenya | Parámetros climáticos promedio de Embu, Kenya | Parámetros climáticos promedio de Embu, Kenya | Parámetros climáticos promedio de Embu, Kenya | Parámetros climáticos promedio de Embu, Kenya | Parámetros climáticos promedio de Embu, Kenya | Parámetros climáticos promedio de Embu, Kenya |
| Mes                                           | Ene.                                          | Feb.                                          | Mar.                                          | Abr.                                          | May.                                          | Jun.                                          | Jul.                                          | Ago.                                          | Sep.                                          | Oct.                                          | Nov.                                          | Dic.                                          | Anual                                         |
| --------------------------------------------- | --------------------------------------------- | --------------------------------------------- | --------------------------------------------- | --------------------------------------------- | --------------------------------------------- | --------------------------------------------- | --------------------------------------------- | --------------------------------------------- | --------------------------------------------- | --------------------------------------------- | --------------------------------------------- | --------------------------------------------- | --------------------------------------------- |
| Temp. máx. media (°C)                         | 28.7                                          | 30.3                                          | 30.4                                          | 28.6                                          | 27.2                                          | 26.4                                          | 25.1                                          | 25.4                                          | 28.2                                          | 29.5                                          | 27.5                                          | 27.2                                          | 27.9                                          |
| Temp. mín. media (°C)                         | 13.7                                          | 14.3                                          | 16.3                                          | 17.4                                          | 17.2                                          | 15.6                                          | 15.2                                          | 15.2                                          | 15.8                                          | 16.9                                          | 16.4                                          | 14.7                                          | 15.7                                          |
| Precipitación total (mm)                      | 41                                            | 34                                            | 64                                            | 218                                           | 139                                           | 21                                            | 28                                            | 11                                            | 17                                            | 86                                            | 189                                           | 45                                            | 893                                           |
| Días de precipitaciones (≥ 1 mm)              | 4                                             | 3                                             | 7                                             | 13                                            | 10                                            | 3                                             | 3                                             | 4                                             | 2                                             | 8                                             | 15                                            | 5                                             | 77                                            |
| Fuente: World Meteorological Organization     |                                               |                                               |                                               |                                               |                                               |                                               |                                               |                                               |                                               |                                               |                                               |                                               |                                               |